# アムレック
株式会社アムレック（英社名：AM-REC Corpration）は、テレビ番組・映画における編集専門のポストプロダクションである。

## 会社データ
- 名称：株式会社アムレック
- 代表取締役：新井孝夫
- 所在地：東京都港区赤坂二丁目4−1 白亜ビル3F
- HP：http://www.am-rec.com

## 概要
2006年5月17日、東通ビデオセンター出身のエディットディレクター・新井孝夫が独立し設立された。

## 主な担当作品

### テレビドラマ

#### 設立 - 2006年
連続テレビドラマ
- 人生はフルコース（NHK/東阪企画　2006年7月 NHK土曜ドラマ）
- 役者魂!（フジテレビ/共同テレビ　2006年10月期）
- だめんず・うぉ〜か〜（テレビ朝日/ティーズ/泉放送制作　2006年10月期 木曜ドラマ）
- エラいところに嫁いでしまった!（テレビ朝日/東宝　2007年1月期 木曜ドラマ）
- 夏雲あがれ（NHK/ドリマックス・テレビジョン　2007年6月-7月 木曜時代劇）
- モップガール（テレビ朝日/東宝/泉放送制作　2007年10月期 金曜ナイトドラマ）
- ドリーム☆アゲイン（日本テレビ/アベクカンパニー　2007年10月期 土曜ドラマ）
- パズル（ABC/テレビ朝日/東宝　2008年4月期）
- 正義の味方（日本テレビ/アベクカンパニー　2008年7月期 水曜ドラマ）
- 太陽と海の教室（フジテレビ　2008年7月期）
- 小児救命（テレビ朝日/5年D組　2008年10月期 木曜ドラマ）
- 神の雫（日本テレビ/アベクカンパニー　2009年1月期 火曜ドラマ）
- 夜光の階段（テレビ朝日/MMJ　2009年4月期 木曜ドラマ）
- MR.BRAIN（TBS　2009年5月-7月）
- 救命病棟24時 〜救命医・小島楓〜（フジテレビ/共同テレビジョン　2009年7月-8月 木曜ドラマ）
- ママは昔パパだった（WOWOW/The icon　2009年8月-9月 連続ドラマW）
- エンゼルバンク〜転職代理人（テレビ朝日/MMJ　2010年1月期 木曜ドラマ）
- 女帝 薫子（テレビ朝日/MMJ　2010年4月期 日曜ナイトドラマ）
- タンブリング（TBS/ドリマックス・テレビジョン/DHE　2010年4月期）
- GM 〜踊れドクター（TBS　2010年7月期 日曜劇場）
- 獣医ドリトル（TBS　2010年10月期 日曜劇場）
- フリーター、家を買う。（フジテレビ/共同テレビジョン　2010年10月期）
- ヘブンズ・フラワー（TBS/ドリマックス・テレビジョン　2011年1月期 Friday Break）
- ハンチョウ 〜神南署安積班〜 シリーズ4（TBS/ドリマックス・テレビジョン　2011年4月期 パナソニックドラマシアター）
- それでも、生きてゆく（フジテレビ　2011年7月期 木曜劇場）
- 桜蘭高校ホスト部（TBS/ドリマックス・テレビジョン　2011年7月期 Friday Break）
- ランナウェイ 〜愛する君のために（TBS/ドリマックス・テレビジョン　2011年10月期 木曜ドラマ9）
- 怪盗ロワイヤル（TBS/東宝　2011年10月期 フライデードラマNEO）
- 秘密諜報員エリカ（読売テレビ/MMJ　2011年10月期 木曜ミステリーシアター）
- 王様の家（BS朝日　2011年10月期）
- 戦国★男士（テレビ神奈川/千葉テレビジョン/テレビ埼玉/サンテレビジョン/国際放映/ILCA　2011年10月-2012年3月）
- 最後から二番目の恋（フジテレビ　2012年1月期 木曜劇場）
- 本日は大安なり（NHK/テレパック　2012年1月期 よる★ドラ）
- ハンチョウ 〜警視庁安積班〜 シリーズ5（TBS/ドリマックス・テレビジョン　2012年1月期 パナソニックドラマシアター）
- たぶらかし 〜代行女優業・マキ〜（読売テレビ/ホリプロ　2012年4月期 木曜ミステリーシアター）
- サマーレスキュー 〜天空の診療所〜（TBS/The icon　2012年7月期 日曜劇場）
- 東野圭吾ミステリーズ 第二話 犯人のいない殺人の夜（フジテレビ　2012年7月期 木曜劇場）
- 東野圭吾ミステリーズ 第八話 小さな故意の物語（フジテレビ　2012年7月期 木曜劇場）
- 東野圭吾ミステリーズ 第十話 二十年目の約束（フジテレビ　2012年7月期 木曜劇場）
- パーフェクト・ブルー（TBS/C.A.L　2012年10月期 パナソニックドラマシアター）
- 幸せの時間（東海テレビ/AXON　2012年11月-12月 昼帯ドラマ）
- 最高の離婚（フジテレビ　2013年1月期 木曜劇場）
- ハンチョウ 〜警視庁安積班〜 シリーズ6（TBS/ドリマックス・テレビジョン　2013年1月期 パナソニックドラマシアター）
- いつか陽のあたる場所で（NHK/テレパック　2013年1月期 ドラマ10）
- お助け屋★陣八（読売テレビ/テレパック　2013年1月期 木曜ミステリーシアター）
- 鴨、京都へ行く。-老舗旅館の女将日記-（フジテレビ/東映　2013年4月期）
- ヴァンパイア・ヘブン（テレビ東京/S・D・P/テレパック　2013年4月期）
- ムッシュ!（CBC/ドリマックス・テレビジョン　2013年4月期）
- お父さんは二度死ぬ（NHK/AXON　2013年6月　プレミアムよるドラマ）
- 救命病棟24時 シリーズ5（フジテレビ　2013年7月期）
- 刑事吉永誠一涙の事件簿（テレビ東京/ホリプロ　2013年10月期）
- 刑事のまなざし（TBS/ドリマックス・テレビジョン　2013年10月期 月曜ミステリーシアター）
- 独身貴族（フジテレビ　2013年10月期）
- 花咲くあした（NHK BSプレミアム/テレパック　2014年1月期）
- おふこうさん（NHK BSプレミアム/ドリマックス・テレビジョン　2014年1月期）
- 隠蔽捜査（TBS/ドリマックス・テレビジョン　2014年1月期 月曜ミステリーシアター）
- 続・最後から二番目の恋（フジテレビ　2014年4月期 木曜劇場）
- ホワイト・ラボ（TBS/東宝　2014年4月期 月曜ミステリーシアター）
- おやじの背中 第一話 圭さんと瞳子さん（TBS　2014年7月期 日曜劇場）
- おやじの背中 第二話 ウエディング・マッチ（TBS　2014年7月期 日曜劇場）
- 同窓生（TBS/テレパック　2014年7月期）
- セーラー服と宇宙人〜地球に残った最後の11人〜（日本テレビ/AXON　2014年7月期）
- 獣医さん事件ですよ（読売テレビ/オスカープロモーション　2014年7月期）
- ラスト・ドクター〜監察医アキタの検死報告〜（テレビ東京/テレパック　2014年7月期）
- 聖女（NHK/The icon　2014年8月-10月 ドラマ10）
- ほっとけない魔女たち（東海テレビ/共同テレビジョン　2014年9月-10月）
- ごめんね青春！（TBS　2014年10月期 日曜劇場）
- 新・刑事吉永誠一（テレビ東京　2014年10月期）
- シンデレラデート（東海テレビ/テレパック　2014年11月-12月）
- だから荒野（NHK BSプレミアム/テレパック　2015年1月-3月）
- ゴーストライター（フジテレビ　2015年1月期）
- 保育探偵25時 花咲慎一郎は眠れない!!（テレビ東京/ケイファクトリー　2015年1月期）
- 天使のナイフ（WOWOW/5年D組　2015年2月-3月 連続ドラマW）
- その男、意識高い系。（NHK BSプレミアム/テレパック　2015年3月-4月）
- プラチナエイジ（東海テレビ/国際放映　2015年4月-5月）
- 天皇の料理番（TBS　2015年4月期）
- 37.5℃の涙（TBS/テレパック　2015年7月期）
- ブスと野獣（フジテレビ　2015年8月-9月）
- 石の繭（WOWOW/ドリマックス・テレビジョン　2015年8月-9月 連続ドラマW）
- しんがり〜山一證券最後の聖戦〜（WOWOW/共同テレビジョン　2015年9月-10月 連続ドラマＷ）
- 別れたら好きな人（東海テレビ/吉本興業/泉放送制作　2015年9月-12月）
- 永久就職試験（日本テレビ/AXON　2015年10月-11月 ）
- 危篤スルー（日本テレビ/AXON　2015年11月-12月）
- 傘をもたない蟻たちは（フジテレビ/共同テレビジョン　2016年1月）
- 鴨川食堂（NHK BSプレミアム/アジア・コンテンツ・センター　2016年1月-2月）
- 怪盗山猫（日本テレビ/日活　2016年1月期）
- 悪党たちは千里を走る（TBS　2016年1月期）
- 初恋芸人（NHK BSプレミアム/共同テレビジョン　2016年3月-4月）
- ドクターカー（読売テレビ/オスカープロモーション　2016年4月期）
- OUR HOUSE（フジテレビ　2016年4月期）
- 朝が来る（東海テレビ/テレパック　2016年6月-7月 オトナの土ドラ）
- 水族館ガール（NHK/テレパック　2016年6月-8月 ドラマ10）
- でぶせん（日本テレビ/Hulu/ケイファクトリー　2016年8月-9月）
- 弱虫ペダル（BSスカーパー/ドリマックス・テレビジョン　2016年8月-10月）
- とげ 小市民 倉永晴之の逆襲（東海テレビ/ユニオン映画　2016年10月-11月 オトナの土ドラ）
- 水晶の鼓動 殺人分析班（WOWOW/ドリマックス・テレビジョン　2016年11月-12月 連続ドラマＷ）
- 女の中にいる他人（NHK BSプレミアム/The icon　2017年1月-2月 プレミアムドラマ）
- 幕末グルメ ブシメシ!（NHK BSプレミアム/テレパック　2017年1月-2月 プレミアムよるドラマ）
- 下剋上受験（TBS　2017年1月期）
- やすらぎの郷（テレビ朝日/国際放映　2017年4月-10月 帯ドラマ劇場）
- 社長室の冬＝巨大新聞社を獲る男＝（WOWOW/テレパック　2017年4-5月 連続ドラマＷ）
- 怪獣倶楽部〜空想特撮青春記〜（MBS/ドリマックス・テレビジョン　2017年6月）
- 定年女子（NHK BSプレミアム/テレパック　2017年7月-8月 プレミアムドラマ）
- 愛したって、秘密はある。（日本テレビ/AXON　7月期）
- 弱虫ペダルseason２（BSスカーパー/ドリマックス・テレビジョン　2017年8月-12月）
- さくらの親子丼（東海テレビ/オスカー･プロモーション　2017年10月-11月 オトナの土ドラ）
- 石つぶて-外務省機密費を暴いた捜査二課の男たち-（WOWOW/共同テレビジョン　2017年11月-12月 連続ドラマＷ）
- オーファン・ブラック~七つの遺伝子~（東海テレビ/テレパック　2017年12月-1月 オトナの土ドラ）
- 幕末グルメ ブシメシ！２（NHK BSプレミアム/テレパック　2017年1月-2月 プレミアムよるドラマ）
- 命売ります（BSジャパン/テレパック　2017年1月-4月 連続ドラマＪ）
- きみが心に棲みついた（TBS　2018年1月期)
- いつまでも白い羽根（東海テレビ/泉放送制作　2018年4月-5月 オトナの土ドラ）
- 崖っぷちホテル！（日本テレビ/AXON　2018年4月期 日曜ドラマ）
- おっさんずラブ（テレビ朝日/アズバーズ　2018年4月-6月 土曜ナイトドラマ）
- ハゲタカ（テレビ朝日/ジャンゴフィルム　2018年7月期 木曜ドラマ）
- いつかこの雨がやむ日まで（東海テレビ/テレパック　2018年8月-9月 オトナの土ドラ）
- ブラックスキャンダル（読売テレビ/AXON　2018年10月期 プラチナイト）
- 主婦カツ！（NHK BSプレミアム/アズバーズ　2018年10月-11月 プレミアムドラマ）
- 文学処女（MBS/ソケット　2018年10月-11月 ドラマイムズ）
- 妖怪！百鬼夜高等学校（BS日テレ/ディレクションズ　2018年10月-12月）
- 初めて恋をした日に読む話（TBS/ケイファクトリー　2019年1月期 火曜ドラマ）
- 記憶捜査～新宿東署事件ファイル～（テレビ東京/ホリプロ　2019年1月期 金曜8時のドラマ）
- それを愛とまちがえるから（WOWOW/FCC　2019年2月-3月 連続ドラマＷ）
- ミラー・ツインズ Season１（東海テレビ/テレパック　2019年4月-5月 オトナの土ドラ）
- ミラー・ツインズ Season２（WOWOW/テレパック　2019年6月 連続ドラマＷ）
- コーヒー＆バニラ（MBS/ソケット　2019年7月期 ドラマ特区）
- これは経費で落ちません！（NHK/AXON　2019年7月期 ドラマ10）
- Ｗ県警の悲劇（BSテレ東/ホリプロ　2019年7月期 土曜ドラマ９）
- 盤上の向日葵（BSプレミアム/The icon　2019年9月 プレミアムドラマ）
- 悪の波動 殺人分析班スピンオフ（WOWOW/TBSスパークル　2019年10月-11月）
- おっさんずラブ - in the sky -（テレビ朝日/アズバーズ　2019年」11月-12月 土曜ナイトドラマ）
- ねぇ先生、知らないの？（MBS/ソケット　2019年12月-1月 ドラマ特区）
- アロハ・ソムリエ（フジテレビ/テレパック　2019年12月）
- ゆるキャン△（テレビ東京/SDP/ヘッドクォーター　2020年1月期 木ドラ25）
- 病院の治しかた～ドクター有原の挑戦～（テレビ東京/The icon　2020年1月-3月 ドラマBiz）
- ギルティ～この恋は罪ですか？～（読売テレビ/テレパック　2020年4月期 プラチナイト 木曜ドラマＦ）
- ピーナッツバターサンドウィッチ（MBS/ソケット　2020年4月期 ドラマ特区）ー
- 浦安鉄筋家族（テレビ東京/メディアプルポ　2020年4月期 ドラマ24）
- 24JAPAN（テレビ朝日/トータルメディアコミュニケーション　2020年10月-3月）
- 恋する母たち（TBS/TBSスパークル　2020年10月期 金曜ドラマ）
- 記憶捜査２～新宿東署事件ファイル～（テレビ東京/ホリプロ　2020年10月期 金曜8時のドラマ）
- ゲキカラドウ（テレビ東京/ジェイ・ストーム/The icon　2021年1月期 ドラマホリック！）
- その女、ジルバ（東海テレビ/テレパック　2021年1月-3月　オトナの土ドラ）
- トッカイ～不良債権特別回収部～（WOWOW/共同テレビジョン　2021年1月-3月 連続ドラマW）
- 出会い系サイトで70人と実際に会ってその人に合いそうな本をすすめまくった1年のこと（WOWOW/ソケット　2021年3月-5月）
- ゆるキャン△2（テレビ東京/SDP/ヘッドクォーター　2021年4月期 木ドラ25）
- 最高のオバハン 中島ハルコ（東海テレビ/The icon　2021年4月-5月 オトナの土ドラ）
- ラブコメ～こじらせ女子と年下男子～（テレビ東京/テレパック　2021年4月期 水ドラ25）
- ＤＩＶＥ！！（テレビ東京/ジェイ・ストーム/ファインエンターテイメント　2021年4月期 ドラマホリック！）
- ＴＯＫＹＯ ＭＥＲ ～走る緊急救命室～（TBS　2021年7月期 日曜劇場）
- サレタガワのブルー（MBS/ソケット　2021年7月期 ドラマイムズ）
- どうせもう逃げられない（MBS/テレパック　2021年9月-11月 ドラマ特区）
- ごほうびごはん（BSテレ東/テレパック　2021年10月期 真夜中ドラマ）
- アンラッキーガール（よみうりテレビ/ソケット　2021年10月期 プラチナイトモクドラＦ）
- もしも、イケメンだけの高校があったら（テレビ朝日/オフィスクレッシェンド　2022年1月期 土曜ナイトドラマ）
- 鹿楓堂よついろ日和（テレビ朝日/ザフール　2022年1月期 オシドラサタデー）
- 青野くんに触りたいから死にたい（WOWOW/ソケット　2022年３月-5月）
- 汝の名（テレビ東京/テレパック　2022年4月-5月）
- 村井の恋（TBS/TBSスパークル　2022年4月-5月 ドラマストリーム）
- クロステイル 探偵教室（東海テレビ/テレパック　2022年4月-5月 土ドラ）
- 明日、私は誰かのカノジョ（MBS/MMJ　2022年4月期 ドラマイムズ）
- カナカナ（NHK/テレパック　2022年5月-6月 夜ドラ）
- 僕の大好きな妻！（東海テレビ/アップサイド　2022年6月-7月 土ドラ）
- 魔法のリノベ（関西テレビ/メディアプルポ　2022年7月期 月10）
- 商店街のピアニスト（BS松竹東急/ホリプロ　2022年10月期 月曜ドラマ）
- 最高のオバハン 中島ハルコ（東海テレビ/The icon　2022年10月-12月 土ドラ）
- 記憶捜査３～新宿東署事件ファイル～（テレビ東京/ホリプロ　2022年11月-12月 金曜8時のドラマ）
- スタンドUPスタート（フジテレビ/ファインエンターテイメント　2023年1月期）
- バツイチがモテるなんて聞いてません（MBS/ホリプロ　2023年2月-3月 ドラマ特区）
- ゲキカラドウ２（テレビ東京/カーツメディアワークス　2023年4月-6月　木ドラ24）
- ｕｎｋｎｏｗｎ（テレビ朝日/アズバーズ　2023年4月期）
- 波よ聞いてくれ（テレビ朝日/MMJ　2023年4月期）
- 明日、私は誰かのカノジョseason2（MBS/スタジオブルー　2023年5月-6月 ドラマイムズ）
- １８/４０ ふたりなら夢も恋も（TBS　2023年7月期 火曜ドラマ）
- 週末旅の極意～夫婦ってそんな簡単じゃないもの～（テレビ東京/ハピネットファントム･スタジオ　2023年7月期 水ドラ25）
- ギフテッド Season１（東海テレビ/テレパック　2023年8月-9月 土ドラ）
- ギフテッド Season２（WOWOW/テレパック　2023年10月）
- 商店街のピアニスト 永遠の調べ（BS松竹東急/ホリプロ　2023年10月期）
- ゆりあ先生の赤い糸（テレビ朝日/KADOKAWA　2023年10月期 木曜ドラマ）
- おっさんずラブ-リターンズ-（テレビ朝日/アズバーズ　2024年1月期 金曜ナイトドラマ）
- おっさんのパンツがなんだっていいじゃないか！（東海テレビ/The icon　2024年1月期 土ドラ）
- パティスリーＭＯＮ（テレビ東京/テレパック　2024年1月期 ドラマNEXT）
- 好きなオトコと別れたい（テレビ東京/大映テレビ　2024年4月期 ドラマNEXT）
- 君が獣になる前に（テレビ東京/The icon　2024年4月期 ドラマ24）
- くるり～誰が私と恋をした？～（TBSテレビ/大映テレビ　2024年4月期 火曜ドラマ）

単発テレビドラマ
- 探偵学園Q（日本テレビ/アベクカンパニー　2006年7月1日）
- 刑事吉永誠一・涙の事件簿4 いちばん大切な死体(ひと)（テレビ東京/BSジャパン/ホリプロ　2006年8月9日 水曜ミステリー9）
- 検事 霞夕子1 悪徳政治家は許さない（日本テレビ/ユニオン映画　2006年11月7日 火曜ドラマゴールド）
- 松本清張ドラマスペシャル 波の塔（TBS　2006年12月27日）
- 刑事吉永誠一・涙の事件簿5 約束の指切り（テレビ東京/BSジャパン/ホリプロ　2007年1月24日 水曜ミステリー9）
- 新・細うで繁盛記2（フジテレビ/東宝　2007年2月23日 金曜プレステージ）
- 父の日スペシャル パパの涙で子は育つ（フジテレビ/共同テレビジョン　2007年6月15日 金曜プレステージ）
- 刑事吉永誠一・涙の事件簿6 五億円の黒い白髪（テレビ東京/BSジャパン/ホリプロ　2007年8月22日 水曜ミステリー9）
- 検事 霞夕子2 豪華客船殺人クルージング（日本テレビ/ユニオン映画　2007年10月2日 火曜ドラマゴールド）
- 冠婚葬祭探偵（TBS/ファインエンターテイメント　2007年11月26日 月曜ゴールデン）
- 松本清張ドラマ特別企画 塗られた本（TBS/ドリマックス・テレビジョン　2007年12月17日 月曜ゴールデン）
- 夢の見つけ方教えたる!（フジテレビ/アベクカンパニー　2008年3月8日 土曜プレミアム）
- 笑顔をくれた君へ 〜女医と道化師の挑戦〜（フジテレビ/The icon　2008年3月14日 金曜プレステージ）
- 先生はエライっ!（日本テレビ/アベクカンパニー　2008年4月12日 春のドラマスペシャル）
- 愛馬物語（フジテレビ/共同テレビジョン　2008年5月3日 土曜プレミアム）
- 事件13 熟年離婚殺人（テレビ朝日/オフィス・ヘンミ/5年D組　2008年8月30日 土曜ワイド劇場）
- 青春カムバック!?メタボリック☆バンド（東宝/TVA　2008年9月23日 テレビ愛知開局25周年記念ドラマ）
- 刑事吉永誠一・涙の事件簿7 不幸を呼ぶ宝石（テレビ東京/BSジャパン/ホリプロ　2008年10月1日 水曜ミステリー9）
- 男装の麗人 〜川島芳子の生涯〜（テレビ朝日　2008年12月6日 ドラマスペシャル）
- 完全犯罪ミステリースペシャル 新証言!三億円事件40年目の謎を追え!（フジテレビ/COCOLO/アニマ21　2008年12月13日 土曜プレミアム）
- 付き人女優・安野すみれ 楽屋事件ファイル（テレビ東京/BSジャパン/国際放映　2009年1月21日 水曜ミステリー9）
- 松本清張 生誕100年特別企画 黒の奔流（テレビ東京/ホリプロ　2009年3月4日 水曜ミステリー9）
- ハッピーバースデー（フジテレビ　2009年11月21日 フジテレビ開局50周年3夜連続スペシャル）
- 知られざる"龍馬伝"世紀の英雄・坂本龍馬最大の謎と秘密の暗号（フジテレビ/アニマ21　2010年5月8日 土曜プレミアム）
- 世にも奇妙な物語 20周年スペシャル 〜人気作家共演編〜 燔祭#テレビドラマ|世にも奇妙な物語 20周年スペシャル〜人気作家共演編〜 燔祭（フジテレビ　2010年10月4日）
- 事件14　逆転法廷（テレビ朝日/オフィス・ヘンミ　2010年10月23日 土曜ワイド劇場）
- 2夜連続 松本清張スペシャル 球形の荒野（フジテレビ　2010年11月26日・27日）
- 私は屈しない〜特捜検察と戦った女性官僚と家族の465日（TBS　2011年1月31日 月曜ゴールデン特別企画）
- 検事 霞夕子 森を歩く死体（フジテレビ/ユニオン映画　2011年2月4日 金曜プレステージ）
- 卒業ホームラン（テレビ東京/BSジャパン/ホリプロ　2011年3月23日 ドラマスペシャル）
- 医療捜査官 財前一二三（フジテレビ/ホリプロ　2011年5月13日 金曜プレステージ）
- 探偵・左文字進15 長崎・軍艦島の殺意（TBS/テレパック　2011年7月18日 月曜ゴールデン）
- 検事 霞夕子2 無関係な死（フジテレビ/ユニオン映画　2011年9月2日 金曜プレステージ）
- フリーター、家を買う。スペシャル（フジテレビ/共同テレビジョン　2011年10月4日）
- 刑事吉永誠一・涙の事件簿8 虹が消えた交差点（テレビ東京/BSジャパン/ホリプロ　2011年10月12日 水曜ミステリー9）
- 弁護士・森江春策の事件3（テレビ朝日/国際放映　2011年10月29日 土曜ワイド劇場）
- 松本清張特別企画 第1夜 張り込み（テレビ東京/BSジャパン/角川映画　2011年11月2日 水曜ミステリー9）
- 松本清張特別企画 第2夜 鉢植を買う女（テレビ東京/BSジャパン/角川映画　2011年11月9日 水曜ミステリー9）
- 松本清張特別企画 第3夜 聞かなかった場所（テレビ東京/BSジャパン/角川映画　2011年11月16日 水曜ミステリー9）
- スピンオフドラマ もうひとつの境遇（ABC/The icon　2011年11月30日）
- 夏樹静子・作家40年記念 第三の女（フジテレビ/テレパック　2011年12月2日 金曜プレステージ）
- 湊かなえミステリー 境遇（ABC/The icon　2011年12月3日 ABC創立60周年記念スペシャルドラマ）
- 監察医 篠宮葉月 新・死体は語る（テレビ東京/BSジャパン/角川映画　2011年12月7日 水曜ミステリー9）
- 密会の宿8 〜北鎌倉心中 死ねなかった女〜（テレビ東京/BSジャパン/国際放映　2011年12月14日 水曜ミステリー9）
- 君は空を見てるか（フジテレビ　2011年12月25日 第23回フジテレビヤングシナリオ大賞）
- 十津川警部シリーズ46 特急『草津』殺人迷路（TBS/テレパック　2012年1月9日 月曜ゴールデン）
- 警視・深町征爾 狼は天使の匂い（TBS/ニューウェーブ　2012年1月30日 月曜ゴールデン）
- 鬼刑事 米田耕作 〜銀行員連続殺人の罠〜（フジテレビ/アニマ21　2012年2月3日 金曜プレステージ）
- 十津川警部シリーズ47 熱海・湯河原殺人事件（TBS/テレパック　2012年4月16日 月曜ゴールデン）
- 悪女について（TBS　2012年4月30日 ドラマ特別企画）
- 監察医 篠宮葉月 死体は語る11（テレビ東京/BSジャパン/角川映画　2012年5月2日 水曜ミステリー9）
- 小京都連続殺人事件 〜スパイスは復讐の味〜（フジテレビ/ホリプロ　2012年5月4日 金曜プレステージ）
- 宮部みゆき4週連続“極上”ミステリー 第一夜 理由（TBS/大映テレビ　2012年5月7日 月曜ゴールデン）
- 事件15 復讐殺人法廷（テレビ朝日/オフィス・ヘンミ　2012年5月12日 土曜ワイド劇場）
- 塔馬教授の天才推理(1) 隠岐島の黄金伝説殺人事件 （フジテレビ/ケイファクトリー　2012年6月1日 金曜プレステージ）
- 検事 霞夕子3 年一回の訪問者（フジテレビ/ユニオン映画　2012年6月8日 金曜プレステージ）
- 刑事吉永誠一・涙の事件簿9 迷い骨（テレビ東京/BSジャパン/ホリプロ　2012年6月20日 水曜ミステリー9）
- 密会の宿9 宝石の甘い罠（テレビ東京/BSジャパン/国際放映　2012年6月27日 水曜ミステリー9）
- 沖縄リゾートコンシェルジュ具志堅陽子の名推理 歪な密室（テレビ東京/BSジャパン/国際放映　2012年7月25日 水曜ミステリー9）
- 私は代行屋!晴子の事件推理（ABC/The icon　2012年8月18日 土曜ワイド劇場）
- 最後から二番目の恋 2012秋（フジテレビ　2012年9月21日）
- 松本清張没後20年特別企画 危険な斜面（フジテレビ/ユニオン映画　2012年9月30日 金曜プレステージ）
- 尾根のかなたに 〜父と息子の日航機墜落事故〜（WOWOW/共同テレビジョン　2012年10月7日・14日 ドラマWスペシャル）
- 刑事吉永誠一・涙の事件簿10 沈黙の宴（テレビ東京/BSジャパン/ホリプロ　2012年10月17日 水曜ミステリー9）
- 十津川警部シリーズ48 江ノ電に消えた女 〜十津川警部への挑戦状〜（TBS/テレパック　2012年10月22日 月曜ゴールデン）
- 監察医 篠宮葉月 死体は語る12（テレビ東京/BSジャパン/角川映画　2012年11月28日 水曜ミステリー9）
- 緑川警部VS「33分の勇気」（TBS/国際放映　2012年12月18日 月曜ゴールデン）
- Dearママ（フジテレビ　2012年12月23日 第24回フジテレビヤングシナリオ大賞）
- 十津川警部シリーズ49 特急「しらさぎ」殺人迷路 〜越前竹人形の謎〜（TBS/テレパック　2013年1月21日 月曜ゴールデン）
- ゆりちかへ ママからの伝言（名古屋テレビ　2013年1月26日 メ〜テレ50周年特別ドラマ）
- 葬儀屋松子の事件簿2（テレビ東京/BSジャパン　2013年1月23日 水曜ミステリー9）
- 温泉女将ふたりの事件簿2 日光鬼怒川殺人ライン（テレビ東京/BSジャパン/オスカープロモーション　2013年1月30日 水曜ミステリー9）
- チープ・フライト（日本テレビ/AXON　2013年3月1日 金曜ロードSHOW 特別ドラマ企画）
- 希望の翼 〜あの時、ぼくらは13歳だった〜（tvk/KBS/カズモ　2013年3月2日 tvk開局40周年記念番組）
- ぱじ ジイジと孫娘の愛情物語（テレビ東京/MMJ　2013年3月27日 ヒューマンドラマスペシャル）
- 刑事吉永誠一・涙の事件簿11 赤い遺産（テレビ東京/BSジャパン/ホリプロ　2013年4月3日 水曜ミステリー9）
- 探偵・左文字進16 他人になった女（TBS/テレパック　2013年4月15日 月曜ゴールデン）
- 小京都連続殺人事件2（フジテレビ/ホリプロ　2013年5月3日 金曜プレステージ）
- 事件屋稼業（フジテレビ/ドリマックス・テレビジョン　2013年5月17日 金曜プレステージ）
- 検事 霞夕子4 誤認逮捕（フジテレビ/ユニオン映画　2013年6月7日 金曜プレステージ）
- 血痕4〜警科研・湯川愛子の鑑定ファイル（TBS/東阪企画　2013年6月17日 月曜ゴールデン）
- 監察医 篠宮葉月 死体は語る13（テレビ東京/BSジャパン/角川映画　2013年6月19日 水曜ミステリー9）
- 山田太一ドラマスペシャル　よその歌わたしの唄（フジテレビ　2013年7月19日 金曜プレステージ）
- 密会の宿10 禁じられた愛 北鎌倉悲恋殺人（テレビ東京/BSジャパン/国際放映　2013年8月7日 水曜ミステリー9）
- 十津川警部シリーズ50作記念作品 消えたタンカー （TBS/テレパック　2013年9月9日 月曜ゴールデン）
- 鬼刑事 米田耕作2 〜黒いナースステーション〜（フジテレビ/アニマ21　2013年9月13日 金曜プレステージ）
- 新・犯罪交渉人百合子（テレビ東京/BSジャパン/角川映画　2013年9月18日 水曜ミステリー9）
- 王様の家（BS朝日　2013年9月23日 スペシャルドラマ）
- The partner 〜愛しき百年の友へ〜（TBS/ドリマックス・テレビジョン　2013年9月29日 日本・ベトナム国交樹立40周年スペシャルドラマ）
- 刑事吉永誠一・涙の事件簿12 親しい敵（テレビ東京/BSジャパン/ホリプロ　2013年10月2日 水曜ミステリー9）
- 小京都連続殺人事件×外科医鳩村周五郎（フジテレビ/ホリプロ　2013年10月18日 金曜プレステージ）
- 私は代行屋！2（テレビ朝日/The icon　2013年11月2日 土曜ワイド劇場）
- チキンレース（WOWOW/大映テレビ　2013年11月10日 ドラマW）
- 死刑台の72時間（NHK BSプレミアム/テレパック　2013年11月26日・12月3日）
- 検事 霞夕子5 幻の罪（フジテレビ/ユニオン映画　2013年12月13日 金曜プレステージ）
- 追跡！三億円事件〜最後の証言者たち〜（フジテレビ/アニマ21　2013年12月21日 土曜プレミアム）
- 監察医 篠宮葉月 死体は語る14（テレビ東京/BSジャパン/角川映画　2014年1月8日 水曜ミステリー9）
- 十津川警部シリーズ51 京都〜小浜殺人迷路〜八百比丘尼伝説の怪〜 （TBS/テレパック　2014年1月13日 月曜ゴールデン）
- 事件屋稼業2（フジテレビ/ドリマックス・テレビジョン　2014年1月31日 金曜プレステージ）
- 最高の離婚スペシャル（フジテレビ　2014年2月8日）
- 葬儀屋松子の事件簿4（テレビ東京/BSジャパン　2014年3月12日 水曜ミステリー9）
- いつか陽のあたる場所でスペシャル（NHK/テレパック　2014年4月1日）
- 十津川警部シリーズ52 小田原城殺人事件〜一期一会の証言〜（TBS/テレパック　2014年5月12日 月曜ゴールデン）
- 警視庁総務部縁結び課桜井はなの事件ファイル（フジテレビ/角川映画　2014年5月16日 金曜プレステージ）
- 検事 霞夕子6〜不能犯〜（フジテレビ/ユニオン映画　2014年5月23日 金曜プレステージ）
- 医療捜査官 財前一二三5（フジテレビ/ホリプロ　2014年6月6日 金曜プレステージ）
- 磁石男（日本テレビ　2014年6月13日 金曜ロードSHOW！特別ドラマ）
- ママが生きた証（テレビ朝日/MMJ　2014年7月5日 スペシャルドラマ）
- 深川東署特命人情捜査班 朝田真平（フジテレビ/アニマ21　2014年7月18日 金曜プレステージ）
- 終の棲家（NHK BSプレミアム/AXON　2014年7月20日・27日）
- ホテルGメン 具志堅陽子の殺人推理2（テレビ東京/BSジャパン/国際放映　2014年7月23日 水曜ミステリー9）
- 監察医 篠宮葉月 死体は語る15（テレビ東京/BSジャパン/角川映画　2014年8月27日 水曜ミステリー9）
- 塔馬教授の天才推理2 湯殿山麓ミイラ伝説殺人事件（フジテレビ/ケイファクトリー　2014年9月19日 金曜プレステージ）
- 夏の終わりに、恋をした。（フジテレビ　2014年9月26日 ティファニードラマスペシャル）
- 検事 霞夕子7〜死人に口あり〜（フジテレビ/ユニオン映画　2014年10月17日 赤と黒のゲキジョー）
- 十津川警部シリーズ53 伊豆・踊り子号殺人ルート〜消えた一億円の謎〜（TBS/テレパック　2014年10月20日 月曜ゴールデン）
- Dr.ナースエイド（日本テレビ/AXON　2014年11月7日 金曜ロードSHOW!ドラマ特別企画）
- 私は代行屋！3 事件推理請負人（テレビ朝日/The icon　2014年11月15日 土曜ワイド劇場）
- 浅見光彦シリーズ51 中央構造体（フジテレビ/彩の会　2014年12月5日 赤と黒のゲキジョー）
- 冬の特選企画 罪火（テレビ東京/BSジャパン/角川映画　2014年12月10日 水曜ミステリー9）
- ORANGE〜1.17命懸けて闘った消防士の魂の物語〜（TBS　2015年1月19日 テレビ未来遺産）
- 警視庁特捜対策室 迷宮捜査の女（テレビ東京/BSジャパン/オスカープロモーション　2015年1月21日 水曜ミステリー9）
- 小杉健治サスペンス 決断（テレビ東京/BSジャパン/テレパック　2015年3月4日 水曜ミステリー9）
- 十津川警部シリーズ54 サンライズ出雲の女 消えた似顔絵の女（TBS/テレパック　2015年4月13日 月曜ゴールデン）
- 事件16（テレビ朝日/オフィス・ヘンミ　2015年5月30日 土曜ワイド劇場）
- スクープ 遊軍記者・布施京一（TBS/ドリマックス・テレビジョン　2015年6月15日 月曜ゴールデン）
- 黒星警部の密室捜査（テレビ東京/BSジャパン/CAL　2015年6月17日 水曜ミステリー9）
- 検事 沢木正夫3 共犯者（テレビ東京/BSジャパン/テレパック　2015年8月19日 水曜ミステリー9）
- 私は代行屋！4 事件推理請負人（テレビ朝日/The icon　2015年8月22日 土曜ワイド劇場）
- 名探偵キャサリン（テレビ朝日/ユニオン映画　2015年9月5日 ドラマスペシャル）
- 磁石男2015（日本テレビ　2015年9月18日 金曜ロードSHOW！特別ドラマ）
- 新島襄 その心 〜21世紀のグローバル社会を創造的に生きる〜（BS11/ザ・ピンプロダクション　2015年10月24日）
- このミステリーがすごい!　冬、来たる（TBS/共同テレビジョン　2015年11月30日）
- 44歳のチアリーダー!!（NHK BSプレミアム/テレパック　2015年12月20日）
- 夏目家どろぼう綺談（テレビ朝日/国際放映　2016年1月2日 第14回テレビ朝日21世紀新人シナリオ大賞ドラマ）
- 刑事吉永誠一13（テレビ東京/BSジャパン/ホリプロ　2016年1月6日 水曜エンタ・水曜ミステリー9）
- 銭の捜査官 西カネ子（TBS/オスカープロモーション　2016年2月15日 月曜ゴールデン）
- 特捜セブン〜警視庁捜査一課7係（テレビ朝日/国際放映　2016年2月27日 土曜ワイド劇場）
- 名探偵キャサリン〜消えた相続人〜（テレビ朝日/ユニオン映画　2016年3月20日 日曜エンタ・ドラマスペシャル）
- 家裁調査官・山ノ坊晃1〜紛争解決100％の男〜（テレビ朝日/ユニオン映画　2016年5月7日 土曜プライム・土曜ワイド劇場）
- 警視庁さくらポリス〜最強の姉妹捜査官〜（テレビ東京/BSジャパン/The icon　2016年5月18日 水曜エンタ・水曜ミステリー9）
- 帝都大学叡古教授の事件簿（テレビ朝日/国際放映　2016年5月21日 土曜プライム・ドラマスペシャル）
- 温泉殺人事件シリーズ① 有馬温泉殺人事件（TBS/テレパック　2016年5月30日 月曜名作劇場）
- 共犯 元刑事 永井耕作の誘拐捜査（テレビ東京/BSジャパン/角川大映スタジオ　2016年6月1日 水曜エンタ・水曜ミステリー9）
- 事件17（テレビ朝日/OHC　2016年6月4日 土曜プライム・土曜ワイド劇場）
- 保険犯罪調査員 佐伯初音 空白の起点（テレビ東京/BSジャパン/テレパック　2016年7月20日 水曜エンタ・水曜ミステリー9）
- 女取調官4（TBS/TSP　2016年7月25日 月曜名作劇場）
- 幸せなら手をたたこう（NHKBS/テレパック　2016年7月31日 BS1スペシャル）
- 犯罪資料館緋色冴子シリーズ 赤い博物館（TBS/テレパック　2016年8月29日 月曜名作劇場）
- 検事 沢木正夫4 自首（テレビ東京/BSジャパン/テレパック　2016年9月14日 水曜エンタ・水曜ミステリー9）
- 誘拐ミステリー超傑作 法月綸太郎一の悲劇（フジテレビ　2016年9月23日 金曜プレミアム）
- 天下御免トラック野郎 銀ちゃんの事件街道！（TBS/オスカープロモーション　2016年9月26日 月曜名作劇場）
- ハートロス 虹にふれたい女たち　（CBCテレビ　2016年10月2日 CBC開局60周年記念スペシャルドラマ）
- 巨悪は眠らせない（テレビ東京/テレパック　2016年10月5日 スペシャルドラマ）
- 温泉殺人事件シリーズ② 伊豆天城温泉殺人事件（TBS/テレパック　2016年10月24日 月曜名作劇場）
- 5年目のひとり（テレビ朝日/Shin企画　2016年11月19日 山田太一ドラマスペシャル）
- 刑事吉永誠一ファイナル（テレビ東京/ホリプロ　2016年12月28日 年末ドラマスペシャル）
- 富士ファミリー2017（NHK　2017年1月3日 新春スペシャルドラマ）
- 新・十津川警部シリーズ 伊豆・下田殺人ルート（TBS/オスカープロモーション　2017年1月23日 月曜名作劇場）
- あんみつ検事の捜査ファイル②〜白骨夫人の遺言書〜（TBS/テレパック　2017年2月6日 月曜名作劇場）
- そして誰もいなくなった（テレビ朝日/ジャンゴフィルム　2017年3月25日 二夜連続ドラマスペシャル）
- 大沢在昌サスペンス 冬芽の人（テレビ東京/テレパック　2017年4月5日 ドラマ特別企画）
- 新・十津川警部シリーズ２ 伊香保温泉殺人事件（TBS/オスカープロモーション　2017年4月3日 月曜名作劇場）
- 帰ってきた家売るオンナ（日本テレビ/AXON　2017年5月26日 7days×金曜ロードSHOW!ドラマ特別企画）
- 温泉殺人事件シリーズ③ 修善寺温泉殺人事件（TBS/テレパック　2017年6月12日 月曜名作劇場）
- 家裁調査官 山ノ坊晃２〜紛争解決100％の男〜（テレビ朝日/ユニオン映画　2017年7月9日 日曜ワイド）
- 犯罪資料館緋色冴子シリーズ 赤い博物館２（TBS/テレパック　2017年7月10日 月曜名作劇場）
- 十津川警部シリーズ３ 伊豆踊り子号殺人迷路（TBS/オスカープロモーション　2017年9月11日 月曜名作劇場ドラマ特別企画）
- 事件１８（テレビ朝日/OHC　2017年10月5日 ミステリースペシャル）
- 十津川警部シリーズ４ 愛と裏切りの伯備線（TBS/オスカープロモーション　2017年10月16日 月曜名作劇場ドラマ特別企画）
- 黒薔薇 刑事課強行犯係 神木恭子（テレビ朝日/OHC　2017年12月16日 ドラマスペシャル）
- 志村けんin探偵佐平６０歳（NHK/PDネットワーク　2018年1月2日）
- 越後純情刑事・早乙女真子（テレビ朝日/ケイファクトリー　2018年1月28日 日曜ワイド）
- 管理官 明石美和子 十四番目に来た女（テレビ朝日/ユニオン映画　2018年3月4日 日曜ワイド）
- アガサ・クリスティ２夜連続ドラマスペシャル -第1夜-パディントン発4時50分〜寝台特急殺人事件〜/-第2夜-大女優殺人事件〜鏡は横にひび割れて〜（テレビ朝日/角川大映スタジオ　2018年3月24・25日）
- 十津川警部シリーズ5（TBS/レインドロップス　2018年4月9日 月曜名作劇場ドラマ特別企画）
- CHIEF〜警視庁IR分析室〜（テレビ朝日/東映　2018年4月15日 日曜プライム ドラマスペシャル）
- 新・浅見光彦シリーズ④ 華の下にて（TBS/テレパック　2018年12月17日 月曜名作劇場）
- 新・浅見光彦シリーズ⑤ 天城峠殺人事件（TBS/テレパック　2019年1月7日 月曜名作劇場）
- 銭の捜査官西カネ子②（TBS/テレパック　2019年2月18日 月曜名作劇場）
- 今野敏サスペンス 警視庁東京湾臨海署～安積班（TBS/TBSスパークル　2019年2月25日 月曜名作劇場）
- 今野敏サスペンス 隠蔽捜査～去就～（TBS/TBSスパークル　2019年3月11日 月曜名作劇場）
- 十津川警部シリーズ⑧ 外房線に消えた女～十津川の初恋～（TBS/レインドロップス　2019年3月25日 月曜名作劇場）
- アガサ・クリスティ 予告殺人（テレビ朝日/角川大映スタジオ　2019年4月14日 ドラマスペシャル）
- 異世界コント番組 続・猿以外の惑星（BSプレミアム　2019年9月1・8日）
- 小さな神たちの祭り（東北放送/TBSスパークル　2019年11月20日 TBCテレビ60周年記念ドラマ）
- Ｗの悲劇（NHKBSプレミアム/The icon　2019年11月23日 リバイバルドラマ）
- おかえり～とこわかの町・伊勢～（東海テレビ/テレパック　2020年1月2日 新春エリアドラマ）
- 最後のオンナ（テレビ東京/The icon　2020年1月6日 テレビ東京開局55周年特別企画 新春ドラマスペシャル）
- アメリカに負けなかった男～バカヤロー総理 吉田 茂～（テレビ東京/角川大映スタジオ　2020年2月24日 テレビ東京開局55周年特別企画 ドラマスペシャル）
- 逆転弁護士・水木邦夫～声なき叫び～（TBS/テレパック　2020年3月8日）
- 左手一本のシュート（BS-TBS/テレパック　2020年3月14日 BS-TBS開局20周年記念ドラマ）
- 記憶捜査～新宿東署事件ファイル～（テレビ東京/ホリプロ　2020年7月27日 スペシャルドラマ）
- ３つの取調室～埼玉愛犬家連続殺人事件～（フジテレビ/スパークル　2020年10月10日 実録ドラマ）
- いってきます！～岐阜・飛騨 古川やんちゃ物語～（東海テレビ/テレパック　2021年1月1日 新春エリアドラマ）
- あんのリリック-桜木杏、俳句はじめてみました-（WOWOW/C.A.L　2021年2月27日・3月6日 ドラマWスペシャル）
- 女王の法医学～屍活師～（テレビ東京/テレパック　2021年5月31日 月曜プレミア8）
- 病院の治しかた～スペシャル～（テレビ東京/The icon　2021年7月26日 月曜プレミア8）
- 優しい音楽～ティアーズ･イン･ヘヴン 天国の君へ～（テレビ東京/ユニオン映画　2022年1月7日 新春ドラマスペシャル）
- 女王の法医学～屍活師～２（テレビ東京/テレパック　2022年3月21日 月曜プレミア8）
- 記憶捜査スペシャル２～新宿東署事件ファイル～（テレビ東京/ホリプロ　2022年6月20日 月曜プレミア8）
- いちげき（NHK/TBSスパークル　2023年1月3日 正月時代劇）
- ガラパゴス（NHK/テレパック　2023年2月6･13日 特集ドラマ）
- 天使の耳～交通警察の夜（NHKBS4K/テレパック　2023年3月20日）
- ペルソナの密告 3つの顔をもつ容疑者（テレビ東京/メディアプルポ　2023年3月24日 ドラマスペシャル）
- 女王の法医学～屍活師～３（テレビ東京/テレパック　2023年7月3日 月曜プレミア8）
- 拝啓、奇妙なお隣さま（テレビ朝日/MMJ　2023年7月15日 新人シナリオ大賞スペシャルドラマ）
- 我が家の夢～WRCと恋のかけ橋～（東海テレビ/テレパック　2023年11月5日 東海テレビ開局65周年記念ドラマ）
- 江戸からきたキラくん（東海テレビ/泉放送制作　2024年1月2日 東海テレビ開局65周年記念ドラマ）
- ファーストステップ3～世界をつなぐ平和への願い～（BSよしもと/共同テレビジョン　2024年3月4日 BSよしもと開局2周年記念ドラマ）
- 旅人検視官 道場修作 ♦愛知県蒲郡･西浦温泉殺人事件♦（BS日テレ/ユニオン映画　2024年4月14日 令和サスペンス劇場）

ネットドラマ
- グッドモーニング・コール（フジテレビ/テレパック　FOD・NETFLIX-2016年月12日配信スタート）
- でぶせん（Hulu/ケイファクトリー　Hulu-2018年月20日配信スタート）
- パパ活（フジテレビ　FOD･ｄTV-2017年6月26日配信スタート）
- Ｆａｃｅ-サイバー犯罪特捜班-（Amazon/オスカープロモーション　Amazonプライム-2017年7月11日配信スタート）
- グッドモーニング・コール our campus days（フジテレビ/テレパック　FOD・NETFLIX-2017年9月22日配信スタート）
- いつか、眠りにつく日（フジテレビ/The icon　FOD-2019年3月12日配信スタート）
- ＧＨＯＳＴＴＯＷＮ（フジテレビ/テレパック　FOD-2019年3月31日配信スタート）
- 百合だのかんだの（フジテレビ/ファインエンターテインメント　FOD-2019年5月24日配信スタート）
- ブスの瞳に恋してる2019（フジテレビ/The icon　FOD-2019年9月17日配信スタート）
- シックスティーン症候群（フジテレビ/ソケット　FOD-2020年6月19日配信スタート）
- ３０禁 それは３０歳未満お断りの恋　（フジテレビ/The icon　FOD-2020年9月15日配信スタート）
- 私の正しいお兄ちゃん（フジテレビ/テレパック　FOD-2021年10月15日配信スタート）
- 愛してるって、言いたい（フジテレビ/テレパック　FOD-2024年３月15日配信スタート）

テレビバラエティ
- ランク王国（TBS、T-ZONE、1995年10月7日）

- A-Studio（TBS、K-max、2009年4月10日）

### 映画
- 木更津キャッツアイ ワールドシリーズ（アスミック・エース　2006年10月28日公開）
- 子宮の記憶 ここにあなたがいる（トルネード・フィルム　2007年1月13日公開）
- 死にぞこないの青（ザナドゥー　2008年8月30日公開）
- 沈まぬ太陽（角川映画　2009年10月24日公開）
- 恋するナポリタン（日活　2010年9月11日公開）
- 夜明けの街で（角川映画　2011年10月8日公開）
- ハッピーランディング（テレビ朝日/QUOBO PICTURES　2015年3月7日公開）
- 劇場版おっさんずラブ Love or Dead（アズバーズ　2019年8月23日公開）
- バイオレンスアクション（ファインエンターテイメント　2022年8月19日公開）
- Ｇメン（東映東京撮影所　2023年8月25日公開）

## 携帯動画
- 恋するアゲハ（BeeTV）
- 女神のいたずら〜キミになったボク〜（BeeTV）
- プリズン・オフィサー（BeeTV）
- あなたに逢いたい（BeeTV）